# Sasaki Yoritsuna

Sasaki Yasutsuna (ou Rokkaku Yoritsuna). Foi um Kugyō (nobre)  do período Kamakura da história do Japão. Foi filho de Sasaki Yasutsuna fundador do Clã Rokkaku .

## Vida
- Foi Kokushi de Bitchū entre 1250 e 1274.
- Foi Shugo de  Ōmi entre 1275 e 1310.
- Participou do Conflito que ocorreu no Kōfuku-ji em 1307 e por isso foi exilado para Owari
- Morreu no exílio anos mais tarde em 24 de dezembro de 1310

| Precedido por Sasaki Yasutsuna | -- 2º Líder do Clã Rokkaku (1276 - 1310)   | Sucedido por Rokkaku Tokinobu |
| Precedido por Sasaki Yasutsuna | 5º Shugo da Província de Ōmi (1275 - 1310) | Sucedido por Rokkaku Tokinobu |